# 扎蒂什内 (伊久姆区)
49°29′5″N 37°4′18″E / 49.48472°N 37.07167°E

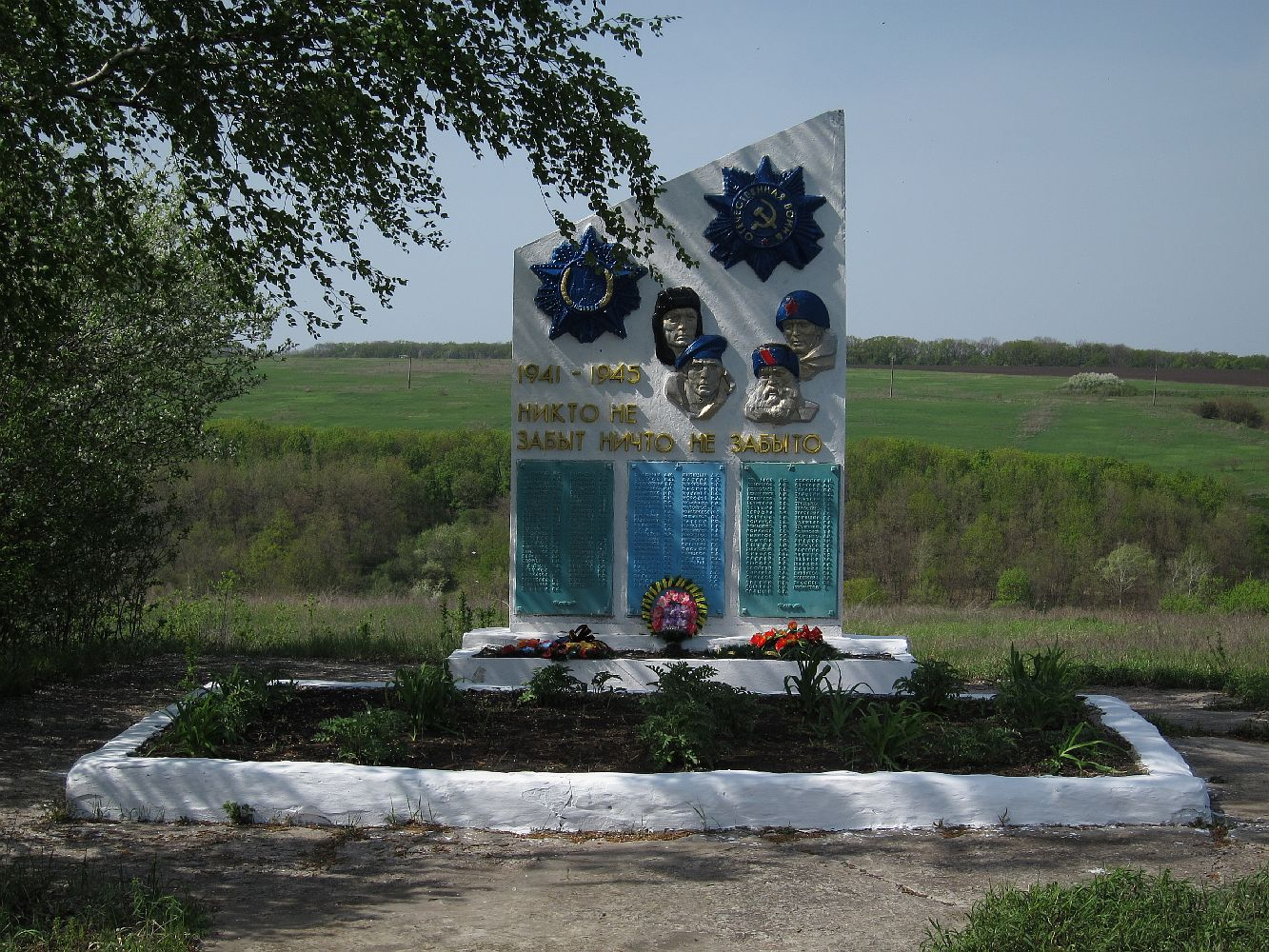
苏联烈士墓

扎蒂什内（烏克蘭語：Затишне），2024年9月前名为佩爾紹特拉夫內韋（烏克蘭語：Першотравневе），是位於烏克蘭東部的村莊，由哈爾科夫州伊久姆區的薩溫齊市鎮負責管轄。該村始建於1928年，面積0.37平方公里，海拔高度152米，2001年人口48，人口密度每平方公里128.7人。
2024年9月19日，乌克兰最高拉达将此村的名字改为扎蒂什内。